# (29421) 1997 AV18
(29421) 1997 AV18 est un objet de la ceinture principale d'astéroïdes intérieure découvert en 1997.

## Description
(29421) 1997 AV18 a été découvert le 9 janvier 1997 à Chichibu, dans la préfecture de Saitama, au Japon, par Naoto Satō.

### Caractéristiques orbitales
L'orbite de cet astéroïde est caractérisée par un demi-grand axe de 1,94 ua, un périhélie de 1,75 ua, une excentricité de 0,09 et une inclinaison de 24,52° par rapport à l'écliptique. Du fait de ces caractéristiques, à savoir un demi-grand axe inférieur à 2 ua et un périhélie supérieur à 1,666 ua, il est classé, selon la JPL Small-Body Database, objet de la ceinture principale d'astéroïdes intérieure.

### Caractéristiques physiques
(29421) 1997 AV18 a une magnitude absolue (H) de 15,7 et un albédo estimé à 0,047.